# Col·legi Casp-Sagrat Cor de Jesús
El Col·legi Casp-Sagrat Cor de Jesús, coneguda també com els Jesuïtes de Casp, és una escola que va ser creada com a continuació de dues escoles històriques de la Companyia de Jesús a Barcelona: el Col·legi de Betlem, fundat el 1546, i el de Cordelles, cedit als jesuïtes el 1659, tots dos situats a la Rambla dels Estudis i que van existir fins a l'expulsió dels jesuïtes per Carles III d'Espanya, el 1767. El 2021 l'escola comptava amb 1.641 alumnes.

## Història

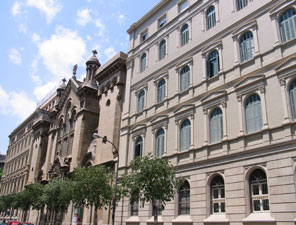
Façana lateral del Col·legi, situada en el Carrer de Casp

Va obrir les portes l'1 d'octubre de 1881, amb un grup inicial de 108 alumnes. Els esdeveniments de la vida política del país també van afectar la marxa del nou col·legi, ja que el 1932 va esdevenir escola municipal arran de la dissolució de la Companyia de Jesús, a la qual va ser retornat el març de 1939. A partir d'aleshores, el seu nombre d'alumnes va créixer progressivament, i el col·legi es va ampliar amb la construcció de noves plantes i la incorporació d'espais dels edificis adjacents.
El 1971 el col·legi va inaugurar l'ensenyament mixt amb la incorporació de les primeres alumnes. El 1972 començà l'ensenyament del català i el 1978, l'ensenyament en català. El curs 1983-84 tota l'escola ja era mixta. Actualment el col·legi té més de 1.700 alumnes d'ambdós sexes, distribuïts entre els cicles d'educació infantil (concertada), primària (concertada), secundària obligatòria (concertada) i batxillerat (privat). Des de la seva fundació, els jesuïtes de Casp han format prop de 25.000 alumnes, molts dels quals han destacat en àmbits diversos de la societat catalana. El 2007 va rebre la Medalla d'Honor de Barcelona.

## Ideari del centre
L'ideari educatiu de l'escola es basa en els valors cristians, el rigor intel·lectual, la formació integral de la persona i el compromís amb la millora de la societat, i persegueix una constant renovació pedagògica. El col·legi ofereix les seves aules tant a les famílies que volen un ensenyament cristià per als seus fills com a aquelles partidàries d'altres opcions dins del respecte cap al fet cristià.

## Antics alumnes de l'escola
- Pare Miquel Batllori i Munné, historiador i jesuïta (promoció 44, 1925).[6][7]
- Ignasi de Gisbert i Jordà, advocat i conseller de Justícia de Catalunya (promoció 46, 1927).[7]
- Dom Maur Maria Boix i Selva, monjo benedictí i director de la revista Serra d'Or (promoció 54, 1935).[7]
- Joan Guitart i Agell, conseller d'Ensenyament i de Cultura de Catalunya (promoció 73, 1954).[7]
- Ignasi Barraquer.[8]
- Josep Maria Trias de Bes i Giró[9]
- Josep Maria de Sagarra[10]
- Eduard Marquina.[7]
- Maurici Serrahima i Bofill.[7]
- Josep Maria López-Picó.[7]
- Jaume Bofill i Bofill[11]
- Francesc Vendrell[12]
- Jaume Cabré[10]
- Javier de la Rosa
- Salvador Alsius[13]
- Jordi Portabella[14]
- Albert Guinovart[10]
- Iñaki Urdangarín[15]
- Manel Fuentes[16]
- Daniel Alegret[17]
- Xabier Añoveros Trias de Bes[18]
- Jaume Filella[19]
- Paulino Alcántara[20]

## Fons
Part del seu fons es conserva a l'Arxiu Fotogràfic de Barcelona. El fons està compost per fotografies, majoritàriament negatius de vidre, que reflecteixen la tasca educativa de l'orde religiós i ajuden a conèixer aspectes generals del funcionament de les seves escoles. Predomina el material que mostra el professorat i l'alumnat en les activitats del dia a dia de l'escola, retrats de grup dels cos de mestres i dels alumnes i fotografies de les instal·lacions.

## Himne

### Lletra[22]
Al bell mig de Barcelona hi ha una escola que és molt gran,
té una llarga trajectòria amb més de 125 anys!!!
Una escola coneguda, on molt bé t’hi trobaràs,
situada a l’Eixample, 25 del carrer Casp,
25 del carrer Casp.
Col·legi Casp, quin goig que fas!!!
Col·legi Casp, una escola de veritat!!
Col·legi Casp, sempre endavant!!!
Col·legi Casp, llarg camí que t’ha fet gran!!
Però els anys passen tan de pressa que si tu no estàs atent,
no t’ho esperes quan arriba i n’has de sortir corrents;
i potser t’hi quedaries per poder continuar,
però la roda no s'atura i altres nens han de passar,
altres nens han de passar.
Col·legi Casp......
Cada dia a l’escola pot semblar-te molt pesat,
si les mates, si les llengües, si l’esforç i tot plegat.
Però resulta que quan parles amb la gent que ja és molt gran,
sempre diuen de l’escola que en el cor la portaran,
que en el cor la portaran.
Col·legi Casp......
Nens i nenes de primària desitgem créixer plegats
i entre amics, jocs i rialles arribar al batxillerat.
Professors i professores, pares, mares, gent de Casp,
sou vosaltres els qui feu nostre somni realitat!!!
Nostre somni realitat!!

Col·legi Casp.......